# گورگولیتسا
گورگولیتسا (به بلغاری: Gurgulitsa) یک منطقهٔ مسکونی در بلغارستان است که در شهرستان مومچیلگراد واقع شده‌است.